# Шапел Бланш Сен Мартен
Шапел Бланш Сен Мартен (фр. Chapelle-Blanche-Saint-Martin) је насељено место у Француској у региону Центар, у департману Ендр и Лоара.
По подацима из 2011. године у општини је живело 682 становника, а густина насељености је износила 23,93 становника/km².

## Демографија
| 1962. | 1968. | 1975. | 1982. | 1990. | 2011. |
| ----- | ----- | ----- | ----- | ----- | ----- |
| 715   | 717   | 628   | 609   | 518   | 682   |